# Saulnières (Ille y Vilaine)
 Saulnières  es una población y comuna francesa, situada en la región de Bretaña, departamento de Ille y Vilaine, en el distrito de Redon y cantón de Le Sel-de-Bretagne.

## Demografía
| 503 | 503 | 466 | 531 | 558 | 581 |
| Para los censos de 1962 a 1999 la población legal corresponde a la población sin duplicidades (Fuente: INSEE [Consultar]) |     |     |     |     |     |